# Саразин, Фриц
Карл Фридрих Саразин (Фриц Саразин) (нем. Karl Friedrich Sarasin (Fritz Sarasin), 3 декабря 1859, Базель — 23 марта 1942, Лугано) — швейцарский зоолог и этнограф, путешественник.
С 1897 года — директор Этнографического музея, а в 1900—1920 годах — директор Музея естественной истории в Базеле.
В 1883 году проводил зоологические и этнографические исследования Цейлона и острова Целебес. С 1893 года вместе со своим двоюродным братом Паулем Саразином (1856—1929) совершил много поездок по Цейлону и Целебесу. В 1896 году и в 1901—1903 годах исследовал центральные части Целебеса. В 1910—1912 годах исследовал острова Новая Каледония и Луайоте, а в 1913 году — Сиам.

## Сочинения
- Paul und Fritz Sarasin: Ergebnisse naturwissenschaftlicher Forschungen auf Ceylon. Die Weddas von Ceylon und die sie umgebenden Völkerschaften. Ein Versuch, die in der Phylogenie des Menschen ruhenden Räthsel der Lösung näher zu bringen. 2 Bde. Text- u. Tafelband (Atlas). Kreidel Wiesbaden
- Paul u. Fritz Sarasin: Reisen in Celebes. Ausgeführt in den Jahren 1893—1896 und 1902—1903. 2 Bände. Wiesbaden, Kreidel, 1905
- Neu-Caledonien und die Loyalty-Inseln. Reise-Erinnerungen eines Naturforschers. Basel, Georg, 1917
- совместно с Jean Roux: Nova Caledonia. Forschungen in Neu-Caledonien und auf den Loyalty-Inseln. — Recherches scientifiques en Nouvelle-Caledonie et aux Iles Loyalty. [Redigiert von Hans Schinz und A. Guillaumin]. Reihe A: Zoologie (4 Bände) und Reihe B: Botanik (1 Band). Wiesbaden (und Berlin), C.W. Kreidels Verlag 1913-26
- Reisen und Forschungen in Ceylon in den Jahren 1883—1886, 1890, 1902, 1907 und 1925, Mit Fototafeln und einer (gefalteten) Karte. Basel, Helbig und Lichtenhahn, 1939.
- Aus den Tropen. Reiserinnerungen aus Ceylon, Celebes und Neu-Caledonien. 8 Vorträge Helbing & Lichtenhahn, Basel 1931